# Maxence Danet-Fauvel
Maxence Danet-Fauvel (sinh ngày 27 tháng 6 năm 1993) là một nam diễn viên và người mẫu người Pháp. Năm 2019, anh nhận được sự chú ý rộng rãi với vai chính Eliott Demaury trong phiên bản Pháp của phim truyền hình Na Uy Skam.